# Disneyland Resort
Pour les articles homonymes, voir Disneyland (homonymie).
Disneyland Resort est un complexe de loisirs américain situé à Anaheim, en Californie. Il est construit autour du premier parc à thèmes fondé en 1955 par Walt Disney, Disneyland. La dénomination du complexe sous le nom Disneyland Resort remonte aux années 1990 avec l'ajout d'éléments autour du parc, bien que le Disneyland Hotel date de l'année d'ouverture de Disneyland.
Il comprend actuellement le parc Disneyland, le parc Disney California Adventure, trois hôtels Disney, un centre de divertissement nommé Downtown Disney Californie comprenant des boutiques en plus des services associés comme les transports et les stationnements.

## La genèse du complexe
Autour du parc à thème, Walt Disney au travers d'une filiale baptisée Disneyland Inc, ne possédait que des locaux techniques et un parking de plus de 5 000 places. La filiale était une association entre ABC, des sociétés d'Hollywood et Walt Disney Productions. Le parc à thèmes est une réussite. Attirés par la forte fréquentation du parc, de nombreux motels et restaurants bon marché sont construits autour du parc. le tout sans aucune unité architecturale. Cela déplaisait à Walt Disney, mais ces bâtiments étaient hors de son contrôle. Même le Disneyland Hotel, construit avec l'accord de Disney possède une architecture éloignée des critères Disney, puisque du style international. Toutefois les alentours du parc Disneyland sont rapidement devenus un moteur économique pour la région d'Anaheim et de la Californie du Sud.

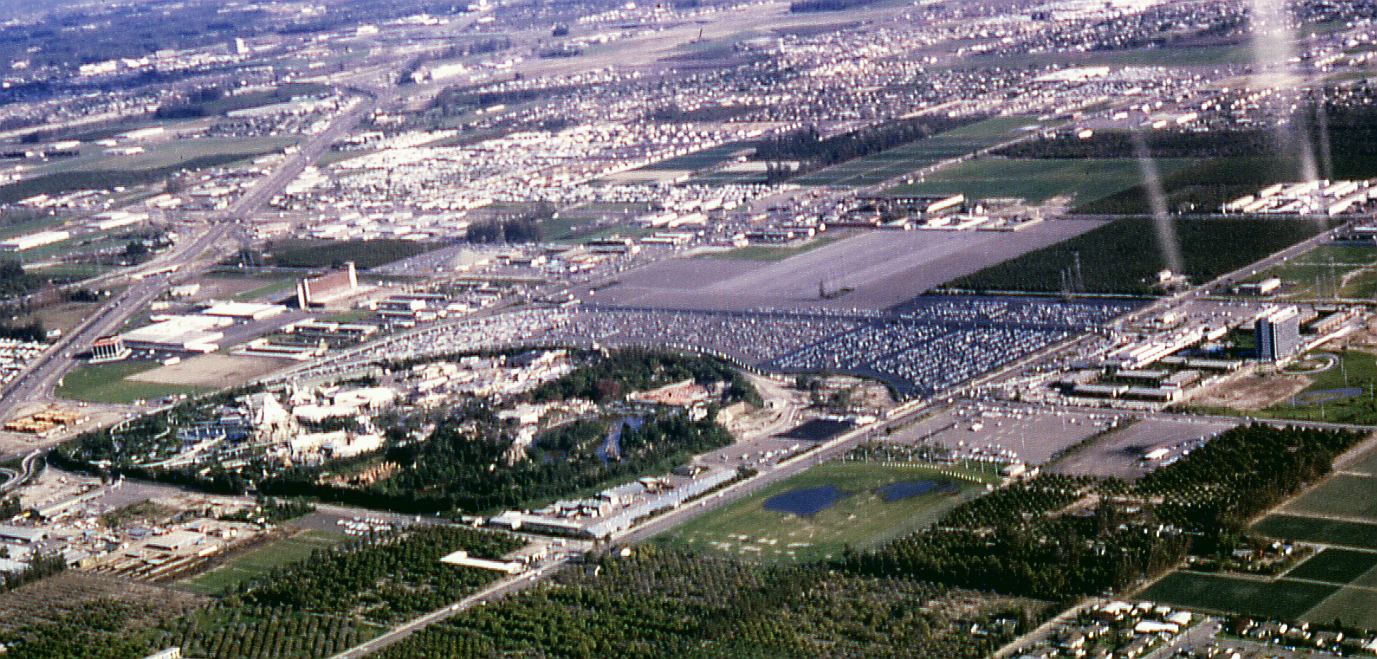
Photographie aérienne de 1965.

Dès le début des années 1960, lorsque Walt Disney décide d'ouvrir un deuxième parc en Floride, il souhaite que les alentours lui appartiendraient aussi, ainsi le Walt Disney World Resort s'étend sur plus de 100 km2.
En Californie, les alentours du parc n'ont subi aucune grande modification entre les années 1950 et la fin des années 1980. Les seules modifications Disney sont des ajouts d'attractions et de nouveaux pays au parc à thème.
Avec l'arrivée de Michael Eisner à la direction de la Walt Disney Company en 1984, de nombreuses manœuvres ont permis d'acheter des terrains afin d'agrandir le domaine autour du parc, passé d'environ 0,7 km2 (70 ha) à plus de 1 km2 (100 ha). Cela a permis d'étoffer l'offre 'Disney' autour du parc à thèmes, avec par exemple des hôtels, et un second parc à thème en 2001. Le complexe autour de Disneyland est donc devenu comme son « frère » de Floride Walt Disney World Resort, un vrai « resort » (domaine de loisirs).
Le complexe n'a pas du tout le même système de clientèle que son frère de Floride. Le fait que les parcs se situent au cœur de la mégalopole de Los Angeles, les visiteurs peuvent venir, pour beaucoup en voiture, durant le week-end ou pour un jour ou deux de vacances. Alors que pour Walt Disney World Resort, les visiteurs doivent prendre au minimum trois jours, plus souvent une semaine pour visiter le complexe et les alentours.
Disney utilise souvent le domaine comme « laboratoire » pour les nouveautés du groupe en raison de la proximité du siège social, à Burbank, ou des locaux de Walt Disney Imagineering.

## Historique
Pour une histoire sur Disneyland, merci de se référer à la page sur l'histoire de Disneyland.
En 1954, les travaux débutent sur une ancienne orangeraie de 0,73 km² (73 ha).
Le parc de Disneyland ouvre rapidement ses portes sur 0,35 km² (35 ha), le 17 juillet 1955, suivi le 5 octobre par l'ouverture d'un hôtel de 104 chambres, le Disneyland Hotel.
En 1959, un monorail fait le tour de Tomorrowland et du parking, puis est prolongé en 1961 jusqu'à l'hôtel.
Le 21 janvier 1988, Disney rachète le Disneyland Hotel et le monorail à un groupe d'investissement, la Wrather Company, propriétaire depuis les années 1950 de l'hôtel, après plusieurs années de négociations avec les ayants droit du défunt Jack Wrather (mort en 1984). De plus de nombreux achats ont permis d'agrandir le domaine à plus de 1 km² (100 ha).
Le 17 février 1991, Disney confirme l'achat la semaine précédente d'un terrain de camping abandonné de 23 acres (93 078 m2) et prévoit l'achat d'un autre terrain de 54 acres (218 530 m2). Le 22 avril 1992, Disney confirme que le site de 14 acres (56 656 m2) hébergeant le siège social de la firme d’odontologie Odetics ne va pas être rasé au profit d'un parking, un autre site à l'ouest du complexe de Disneyland lui étant préféré.
Le 11 décembre 1995, Disney rachète le Pan Pacific Hotel, mitoyen du Disneyland Hotel, qui sera rebaptisé plus tard Disneyland Pacific Hotel en 1996 puis Disney's Paradise Pier Hotel (nom d'un thème du second parc). Le camping ferme en prévision de la construction du complexe.
Le 23 février 1996, un juge est nommé pour décider quel sera le repreneur du Grand Hotel, un hôtel de 242 chambres en faillite situé sur Manchester Avenue. Le terrain de 11 acres est l'objet d'une guerre d'enchères entre Disney (12,2 millions d'USD), l'hôtelier Tushar Patel et l'ancienne direction ayant tous deux fait une offre à 12 millions d'USD. Le 24 avril 1996, le juge tranche en faveur de Disney qui avait racheté la dette de 8 millions d'USD de la direction en 1993 et relevé son offre à 13,3 millions d'USD. Le 10 août 1996, Disney mets aux enchères le contenu du Grand Hotel avant de procéder à sa démolition.

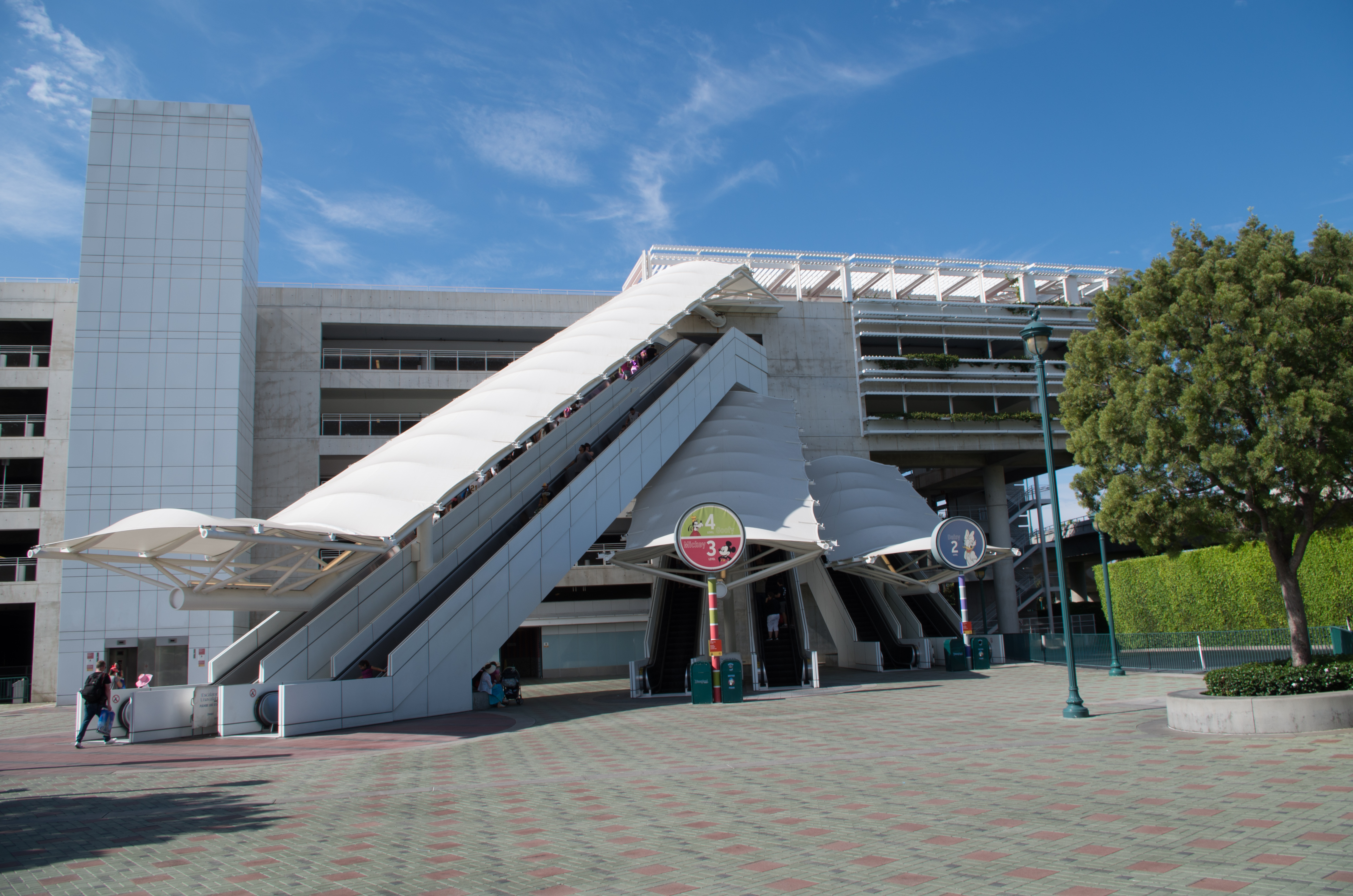
Escaliers mécaniques du parking Mickey & Friends.

À partir de 1997, le parking de 15 000 places faisant face à Disneyland fut détruit et remplacé par un énorme parking de 6 étages à l'extrême nord-ouest du domaine construit en lieu et place du camping.
Le 16 août 1998, Disney annonce avoir acquis une ferme de fraise de 52,5 acres (212 460 m2) détenue par la famille Fujishige pour une somme entre 65 et 78 millions d'USD. La famille conserve un terrain de 3,5 acres sur les 56 de leur propriété. L'achat de ce terrain avait été évoqué dès 1991 et l'offre de 54 millions avait été refusée.
Le parking nommée Mickey and Friends ouvre le 24 juillet 2000 permet d'accueillir plus de 10 250 véhicules. Le 15 mai 2000, Disney annonce l'ouverture du second parc pour le 8 février 2001. L'espace dégagé permet d'ouvrir en 2001, un second parc à thème Disney's California Adventure (0,28 km² (28 ha), ouvre le 8 février), un troisième hôtel, le Disney's Grand Californian Resort. Une zone commerciale Downtown Disney est aussi construite à la suite de l'esplanade située entre les entrées des deux parcs (se faisant face) et reliant les hôtels, elle ouvre le 12 janvier.
Le 12 mai 2003, la Walt Disney Company obtient du Congrès des États-Unis que les domaines de Disneyland et Disney World soient des zones d'exclusion aérienne sans en avoir fait une demande officielle.
Depuis le 1er mars 2006, l'ensemble des hôtels du domaine est devenu non fumeur
Le 8 août 2008, Disney a annoncé l'arrêt de l'association avec McDonald's pour la gestion de trois restaurants au Disneyland Resort, la suppression des menus et logos doit avoir lieu le 2 septembre : Burgers Invasions à Disney's California Adventure et deux chariots à Disneyland. Le 12 octobre 2009, George Kalogridis est nommé président du Disneyland Resort.
Le 26 mai 2010, le blog officiel des parcs Disney annonce une nouvelle rénovation de l'hôtel qui comprend une nouvelle piscine qui reprend l'aspect des monorails et le renommage des trois tours en Adventure, Frontier et Fantasy . Le 28 mai 2010, lors de la promotion du spectacle Disney's World of Color, un nouveau logo a été présenté pour le parc, qui doit être renommé Disney California Adventure. Le 12 décembre 2010, Disney obtient un accord juridique pour proposer une seule société de taxi dans le complexe.
Le 9 janvier 2013, Disney annonce que George Kalogridis échange son poste de président du Disneyland Resort pour celui de président du Walt Disney World Resort. Le 4 juin 2013, les chiffres de fréquentation du parc Disney California Adventure sont publiés par la Themed Entertainment Association et montre une augmentation de 23 % par rapport à l'année précédente grâce aux nouvelles attractions . Le 5 septembre 2013, Disney achète un terrain de 11 acres (44 515 m2), l'ancien camping pour caravanes Anaheim RV Village situé sur Harbor Boulevard et Ball Road afin d'en faire un parking de 1 400 places pour ses employés. Au total le complexe comporte plus de 33 000 places de parking réparties dans 23 parkings.

### 2015-2019: Différents projets d'agrandissement
Le 29 avril 2015, Disney achète pour 32 millions d'USD l'hôtel Carousel Inn situé le long d'Harbor Boulevard et jouxtant le Disneyland Resort. Disney indique ne pas avoir de projet pour le bâtiment et conserve la direction de l'hôtel, devenant simplement un propriétaire terrien. Le 25 juin 2015, Disneyland souhaite investir 1 milliard d'USD dans le Disneyland Resort dont un parking de 5000 places en échange d'une garantie de la non-création d'une taxe sur les entrées ou d'une exemption de 30 ans,,,,. Le 8 juillet 2015, la municipalité d'Anaheim accepte avec un vote à 3 contre 2 l'exemption de taxe pour 30 ans du Disneyland Resort en échange d'un investissement d'un milliard d'USD,,. Le 3 août 2015, Disney achète deux terrains à proximité du Disneyland Resort pour 48 millions d'USD, les 1515 et 1585 South Manchester Avenue,. Le 11 août 2015, House of Blues annonce son intention de quitter le Downtown Disney pour un espace plus grand au Anaheim GardenWalk (en) situé non loin,. Le 8 juin 2016, Disney soumet à la ville d'Anaheim un projet d'hôtel de luxe de 700 chambres avec parking au nord de Downtown Disney prévu pour 2021, profitant d'une réduction de taxes sur ce type d'hôtel. Le 13 juillet 2016, la municipalité d'Anaheim accorde un remboursement de 70 % des taxes hôtelières sur 20 ans pour les hôtels de luxe en cours de construction ou prévus dont celui de Disney,. La presse s'interroge sur la nécessité d'accroître les revenus de Disney au détriment des subsides locales. Le 11 août 2016, Disney soumet un projet de construction d'un parking silo de 7 étages et 6 800 places et d'une gare de bus à l'est du domaine pour fin 2018, relié au complexe par un passage piétonnier et un pont en lieu en lieu et place de l'hôtel Carousel Inn acheté en avril 2015. Le 13 septembre 2016, Disneyland Resort a reçu l'autorisation de démolir le bâtiment du House of Blues de Downtown Disney,. Le 7 novembre 2016, le Disneyland Resort étend sa zone de sécurité et inclus le Downtown Disney et le parking silo Mickey & Friends,. Le 7 décembre 2016, Disneyland Resort annonce la construction d'un bowling Splitsville Luxury Lanes à Donwtown Disney avec 20 pistes et 625 places de restaurant au sein d'un édifice de 40 000 pieds carrés (3 716 m2) où se situé de House of Blues prévu pour fin 2017. Le 13 décembre 2016, les entrepreneurs d'Anaheim ont demandé une audience auprès de la commission d'aménagement pour exprimer leurs craintes face au projet de nouveau parking du Disneyland Resort et surtout d'un pont enjambant Harbor Boulevard risquant de les priver de clients.
Le 11 janvier 2017, le Disneyland Resort améliore le Disney's FastPass avec une application sur smartphone et l'ajout de Matterhorn Bobsleds et Toy Story Midway Mania,. Le 27 janvier 2017, les propriétaires de motels et restaurants du Harbor Boulevard à Anaheim lancent un site internet contre le projet de faire un pont enjambant le boulevard reliant les parcs à un nouveau parking à l'est du complexe. Le 25 juin 2017, le Disneyland Resort modifie le système FastPass en supprimant les billets cartonnés au profit d'un jeton numérique stocké sur la carte magnétique servant de billet d'entrée ou de passeport annuel. Le 25 octobre 2017, Disneyland annonce l'arrêt du projet de parking à l'est du complexe au profit d'un nouveau parking silo de 6 étages de 6 500 places adjacent à celui existant, d'un second parking pour les hôtels à l'ouest du Paradise Pier et la construction d'un hôtel 4 étoiles de 700 chambres sur une partie de Downtown Disney.
Le 27 mars 2018, pour construire un quatrième hôtel, Disneyland Resort annonce les fermetures du cinéma AMC 12 Theatres, du Rainforest Cafe, de la dernière ESPN Zone, Earl of Sandwich. Le 15 juin 2018, Disney annonce la fermeture du Rainforest Cafe de Downtown Disney pour le dimanche 17 juin 2018. Le 16 août 2018, Disneyland Resort suspend le projet d'un hôtel de luxe en raison d'une fronde au sujet d'un crédit d'impôts de 267 millions d'USD octroyé en 2016 pour ce projet mais que Disney a déplacé géographiquement,. Le 23 août 2018, Disney demande la suppression de deux conventions fiscales qui lui octroyaient plus de 260 millions d'USD afin d'apaiser les tensions qui ont conduit à l'arrêt du projet d'un quatrième hôtel et pourraient imposer un salaire minimum de 18$. Le 28 août 2018, la municipalité d'Anaheim arrête à la demande de Disney et de citoyens mécontents, la réduction fiscale sur les parcs de loisirs,. Le 14 septembre 2018, malgré la fermeture en juin et en raison de la suspension du projet de quatrième hôtel, le restaurant Earl of Sandwich de Downtown Disney rouvre ses portes mais pour une durée indéterminée. Le 11 octobre 2018, Disneyland annule le projet d'un hôtel de luxe de 700 chambres à la suite d'une polémique sur des avantages fiscaux offerts par la précédente municipalité d'Anaheim et la fermeture de plusieurs commerces de Downtown Disney. Le 7 novembre 2018, lors des élections de mi-mandat, le Disneyland Resort obtient une majorité au conseil municipal d'Anaheim de 5 élus en faveur contre 2 offrant la possibilité de faire voter des mesures en sa faveur,.
Le 18 mars 2019, Disneyland Resort annonce pour le 27 avril la tenue d'une nouvelle édition du Disney Channel Fan Fest, qui permet de rencontrer les acteurs des séries de Disney Channel,. Le 9 mai 2019, Disneyland Resort annonce la mise en vente à partir du 21 mai d'un nouveau type de passeport annuel pour fluidifier la foule des parcs, le Flex Pass permettant de venir les jours peu chargés, uniquement du lundi au jeudi sauf durant l'été ou la période de Noël.

### Depuis 2020: Fermeture à cause du COVID-19
Les deux parcs du complexe ferment à partir du 14 mars 2020, et Downtown Disney le 17 mars 2020, pour une durée indéterminée en raison de la pandémie de Covid-19. Le 25 juin, la date de réouverture des parcs et des hôtels est repoussée à la suite d'une décision du gouvernement local.
Le 22 mai 2020, Disneyland dévoile un plan pour construire une nouvelle tour de 12 étages dans l'angle sud-ouest du Disneyland Hotel pour 350 villas en temps partagés Disney Vacation Club. Elle doit être achevé en 2023 et avoir une forme de L pour ajouter des chambres avec terrasses et une piscine privative pour la tour DVC. En parallèle le projet d'un nouvel hôtel est mis en pause.
En juillet 2024, une manifestation est organisée par les syndicats du parc californien, qui représentent 14 000 salariés. Plusieurs centaines de salariés manifestent afin de réclamer de meilleurs salaires et dénoncent des pratiques anti-syndicales de la part du groupe.

## Le domaine
Le domaine comprend actuellement :
- Disneyland
- Disney California Adventure

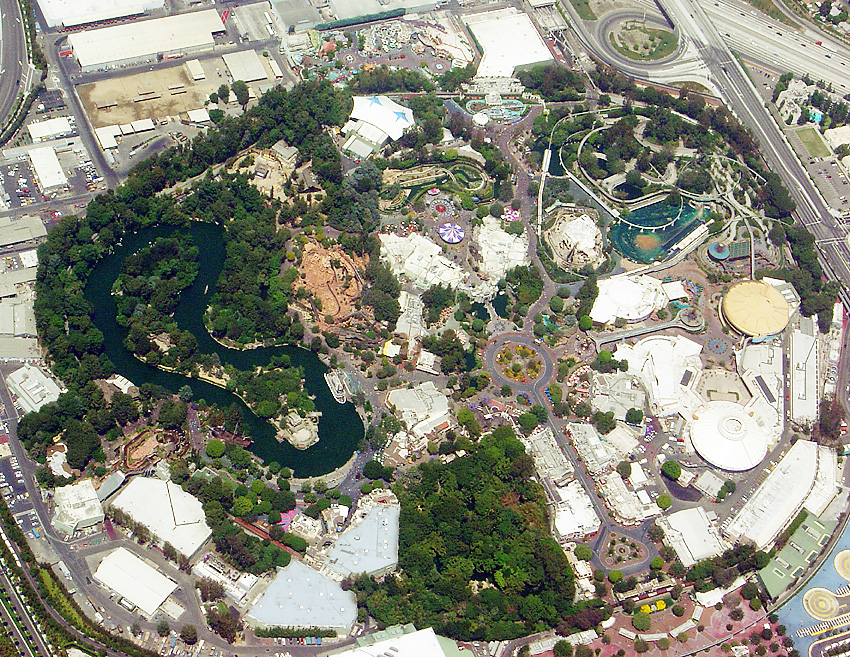
Photo aérienne de Disneyland vers 2004.

- Downtown Disney (une zone commerciale)
- plusieurs hôtels
  - Disneyland Hotel
  - Disney's Paradise Pier Hotel
  - Disney's Grand Californian Resort

Chaque hôtel possède des espaces pour des congrès.
- Le complexe comprenait aussi un camping tenu d'abord par une société privée et nommé Vacationland Campground. Il était situé dans la section nord-ouest du complexe. Il comprenait des espaces pour les camping-cars, un piscine et plusieurs courts de tennis. Il a ensuite été racheté par Disney qui le rebaptise Disney's Vacationland Campground[6].
- En novembre 1994, le Tennisland Racquet Club du camping ferme[68]. Fin 1996, le camping ferme pour devenir la structure de stationnement[6] Mickey and Friends.

La société Disney possède au travers de différentes sociétés des terrains proches du complexe. Dans un article du 26 juin 2015, le journal Orange County Register mentionne sur une infographie un terrain détenu par Disney devant servir à construire un nouveau parking de 5 000 places. Ce terrain situé au 1515 South Manchester est occupé par la société d'odontologie Sybron. Il n'était pas directement accessible depuis le complexe mais l'achat de l'hôtel Carousel Inn fin avril 2015 a résolu ce problème. Le terrain de 14 acres avec des bâtiments de 257 900 pieds carrés (23 960 m2) avait été acheté par une LLC nommée 1515 South Manchester le 28 mai 2002 pour 22,6 millions d'USD à la société d'odontologie Odetics alors en faillite. Cette société a aussi acheté le bâtiment limitrophe du 1585 South Manchester et 765 places de parking. En 2007, la société Sybron a signé un contrat de location pour le terrain. D'après un permis de construite de 2014, le propriétaire du terrain est une société nommée 36/38/40 West 66 Realty Company. Cette société de représentation de propriétaires immobiliers a été créée en 2001 et son siège est au 77 W 66th Street, à New York,, ce qui est l'adresse du siège new-yorkais d'American Broadcasting Company, filiale de Disney depuis 1996.

## Données économiques et touristiques

### Données opérationnelles
| Parc      | Disneyland | Disneyland | Disney California Adventure | Disney California Adventure |
| --------- | ---------- | ---------- | --------------------------- | --------------------------- |
| Ouverture | 1955       | 1955       | 2001                        | 2001                        |
| 2006      | 14 730     | 2          | 5 566                       | 13                          |
| 2007      | 14 870     | 2          | 5 680                       | 13                          |
| 2008      | 14 293     | 2          | 5 950                       | 13                          |
| 2009      | 15 900     | 2          | 6 050                       | 13                          |
| 2010      | 15 980     | 2          | 6 278                       | 11                          |
| 2011      | 16 140     | 2          | 6 341                       | 14                          |
| 2012      | 15 963     | 2          | 7 775                       | 10                          |
| 2013      | 16 202     | 3          | 8 514                       | 10                          |
| 2014      | 16 769     | 3          | 8 769                       | 10                          |
| 2015      | 18 278     | 2          | 9 383                       | 11                          |
| 2016      | 17 943     | 2          | 9 295                       | 11                          |
| 2017      | 18 300     | 2          | 9 574                       | 13                          |
| 2018      | 18 666     | 2          | 9 861                       | 12                          |
| 2019      | 18 666     | 2          | 9 861                       | 13                          |
| 2020      | 3 674      | 2          | 1 919                       | 13                          |
| 2021      | 8 573      | 2          | 4 977                       | 13                          |
| 2022      | 16 881     | 2          | 9 000                       | 13                          |

### Les directeurs
- à 2009 :
- 2009 à 2013 : George Kalogridis

## Faits divers
Le Disneyland Resort comporte un immeuble de bureaux pour la direction appelé chez Disney : Team Disney Building Anaheim, construit à l'arrière du parc le long de l'autoroute et œuvre de Frank Gehry.
Au sein du domaine il était possible d'utiliser jusqu'en 2016 une monnaie propre à Disney, le Disney Dollar, qui est équivalent à celui américain.
Disney possède son propre service de sécurité nommé Disney Security.
Juste au sud du complexe se situe le Anaheim Convention Center où se déroule les conventions D23.
Le 3 novembre 2017, le Los Angeles Times indique ne pas pouvoir fournir de critique du film Thor : Ragnarok car Disney a annulé son accréditation pour la séance presse en raison d'un traitement jugé inapproprié des relations entre le complexe Disneyland Resort et la ville d'Anaheim,,. Le 7 novembre 2017, Disney revient sur sa décision d'exclure le Los Angeles Times des séances presse après de vives critiques de la communauté journalistique,.